# خنزير البحر اللازعنفي الهندوباسيفيكي
خنزير البحر اللازعنفي الهندوباسيفيكي (الاسم العلمي: Neophocaena phocaenoides) أو خنزير البحر اللازعنفي هو نوع من الحيتانيات، يتبع جنس عجول البحر الجديدة ‏.